# Léontion
Léontion (Λεόντιον / Leóntion) (IIIe siècle av. J.-C.), philosophe qui dirigea sa propre école et courtisane athénienne, est connue pour être l'une des plus belles femmes de la Grèce antique et pour avoir été la femme de Métrodore de Lampsaque, la maîtresse d'Épicure et peut-être aussi du poète Hermésianax. Ses écrits sont mentionnés par Cicéron, qui cite Contre Théophraste, en en vantant l’atticisme. C'est l'une des femmes philosophes les plus importantes de la période avec Nicoboulé et Phintys.
Selon Pierre-Jean-Baptiste Chaussard, le poète Hermésianax a composé pour elle trois livres d’élégies. Athénée a conservé l’une de ces élégies. Les anti-épicuriens disent que c'était une prostituée, elle était hétaïre, c'est-à-dire davantage une courtisane.

## Évocation dans l'art contemporain
- Léontion figure parmi les 1 038 femmes référencées dans l'œuvre d’art contemporain The Dinner Party (1979) de Judy Chicago. Son nom y est associé à Aspasie[4],[5].

### Ouvrages de référence
- Épicure, Leontion and Ternissa (de Walter Savage Landor, édité par the Ballantyne Press, 1896) (OCLC 26695679)
- Fêtes et courtisanes de la Grèce, supplément aux voyages d'Anacharsis et d'Antenor (de Pierre-Jean-Baptiste Chaussard, F. Buisson, Paris, 1801)
- Régine Pietra, Les femmes philosophes de l'Antiquité gréco-romaine, L'Harmattan, 1996.
- Olivier Gaudefroy, Elles ont fait l'Antiquité, Turquoise, 2016.